# ニッキー・ヘイリー
ニムラータ・ニッキー・ヘイリー（英語: Nimrata Nikki Haley、旧姓：Randhawa〈ランダワ〉、1972年1月20日 - ）は、アメリカ合衆国の政治家、実業家。サウスカロライナ州下院議員、第116代サウスカロライナ州知事、第29代アメリカ合衆国国際連合大使を歴任した。インドのパンジャーブ系アメリカ人である。

## 概要
サウスカロライナ州下院議員を経て、2010年中間選挙でサウスカロライナ州知事選挙に共和党指名候補として立候補。同年11月の本選挙で当選を果たし、2011年1月に同じ共和党のマーク・サンフォードから州知事職を引き継ぎ、第116代サウスカロライナ州知事となった。サウスカロライナ州史上初の女性州知事・人種マイノリティ出身の州知事である。また任期中は全米50州で最年少の州知事でもあった。2期目在職中の2017年1月に知事を辞職し、国際連合大使に就任した。
信仰する宗教はメソジストの中でも保守派で、サウスカロライナ陸軍州兵の夫であるマイケルとの間に2人の子供がいる。
2023年2月14日、翌年の大統領選挙に立候補する意向を正式に表明した。共和党の候補者を選ぶ予備選挙で他の立候補者が敗北を認めて撤退していき、2024年1月21日からヘイリーとトランプが共和党の予備選挙に最後に残った二人になったが、2024年3月6日にヘイリーも選挙から撤退した。

## 経歴

### 生い立ちとビジネス経歴
1972年1月20日にサウスカロライナ州バンバーグに誕生する。出生名はニマラタ・ニッキー・ランダワ。この名は後年、大統領選挙を目指す際に差別的なニュアンスで相手陣営に使われた。父と母はインドのパンジャーブ州出身のシク教徒で、アメリカ合衆国のサウスカロライナ州への移住後にニッキーが誕生した。クレムゾン大学で会計・ファイナンスの学位を取得して卒業後、1996年9月7日にサウスカロライナ州の州兵であるマイケル・ヘイリーと結婚した。夫の姓を名乗ると同時に、シク教からメソジストに改宗を果たしている。
大学卒業後、廃棄物管理とリサイクルの会社であるFCR Corporationや、家業の服飾業で会計等を担当した後、母のアパレル会社Exotica Internationalで働き、成功に導いた。ビジネス関係の市民活動に積極的に関わり、1998年、オレンジバーグ郡商工会議所の理事に就任。2003年にはレキシントン商工会議所の理事に任命された。2003年に全米女性経営者協会の会計、2004年に会長を歴任した。

### サウスカロライナ州下院議員
2004年、地元・サウスカロライナ州の下院議員選挙に共和党から出馬、決選投票で現職議員を破り当選を果たす。

### サウスカロライナ州知事
2009年5月には2010年に実施されるサウスカロライナ州知事選挙への出馬を表明。当初は泡沫候補と目されていたが、2010年に入り、アラスカ州のサラ・ペイリン前州知事やマサチューセッツ州のミット・ロムニー前州知事らがヘイリー支持を表明すると支持が急追し、同年5月には共和党内で支持率トップに躍り出た。
6月8日に実施された共和党の党員選挙でヘイリーは48%を得票して2位以下を大きく引き離したものの、過半数に達しなかったことから、2週間後に実施される決選投票への進出が決まった。不倫相手を名乗る2人の男性が登場するなど不倫疑惑が持ち上がってメディアを騒がせたが、ティーパーティーや保守派の支持は揺らがず、6月22日、最終的には決選投票で共和党の指名を獲得した。共和党の指名後は終始優位に選挙戦を展開し、11月2日の知事選で民主党候補のヴィンセント・シェヒーンらを下してサウスカロライナ州知事に当選した。
2013年4月には2014年に実施される州知事選挙に再選を期して出馬することを表明。共和党内での予備選挙を勝ち抜いた後、11月4日の本選挙で再選された。
2015年6月17日に発生したチャールストン教会銃乱射事件の実行犯が犯行当時に車のナンバープレートに南部連合の旗をつけていたことから、州議会議事堂に掲げられていた南部連合旗を撤去する決定を行う。これには全米からの支持が寄せられた。
2016年アメリカ合衆国大統領選挙ではテッド・クルーズを支持。2016年11月23日、ドナルド・トランプ次期大統領によりヘイリーはアメリカ合衆国国際連合大使に指名され、2017年1月27日に着任した。選挙期間中にトランプを支持しなかった人物がトランプ政権入りするのは珍しいが、ヘイリーの後任知事となるヘンリー・マクマスター副知事はトランプ支持者であり、知事昇格により国政への挑戦権を得たとも指摘される。

### 国際連合大使
2017年1月24日にアメリカ上院本会議はヘイリーの国際連合大使就任を承認した。
2017年1月27日にアントニオ・グテーレス国際連合事務総長に信任状を提出し、正式に着任した。2018年10月9日、国際連合大使を年末に辞任すると発表した。

### 2024年大統領選挙
トランプ政権終焉後の2021年2月12日に公開されたインタビュー記事でヘイリーは2020年大統領選後のトランプの対応に動揺したと述べたほか、議会議事堂襲撃事件を後押ししたとして共和党の対応を批判。トランプは再び大統領選挙には出馬できないとの見通しを示し、自身の2024年大統領選挙への立候補に意欲を表明した。
2023年2月14日、2024年大統領選挙への立候補を表明。共和党からの出馬表明はヘイリーが国連大使として仕えたトランプ前大統領に続いて2人目である。共和党からの立候補者が軒並みトランプへの批判を控える中、ヘイリーはウクライナを巡るトランプの対応や、討論会にトランプが出てこないことや議事堂襲撃事件を批判するなど反トランプ色を鮮明に打ち出した。他の共和党候補者からは批判を浴びることとなったが次々に脱落していき、共和党内で2位を争っていたロン・デサンティスが2024年1月21日に撤退したことで、共和党内の候補指名獲得競争は事実上ヘイリーとトランプに絞られた。予備選挙は序盤からトランプ優位に進み、ヘイリーは地元サウスカロライナ州でも敗北するなど苦戦を強いられたが、3月3日にワシントンD.C.、3月5日にバーモント州で実施された予備選挙では勝利するなど一矢を報いる場面もあった。しかし3月5日のスーパー・チューズデーでは15州のうちバーモント州以外の14州で敗北し、ヘイリーは翌6日に選挙戦からの撤退を表明。トランプ以外では最後まで選挙戦に残っていた有力候補だったため、トランプの共和党候補者指名獲得が事実上確定した。なお撤退後の4月23日にペンシルベニア州で行われた予備選挙では投票用紙にヘイリーの名前が残っており、開票序盤で2割程度の得票があることが明らかとなり、トランプに対する共和党内の不満票とも受け止められた。
2024年3月6日に選挙戦からの撤退を表明したが、そこではトランプへの支持を表明しなかった。その次に公の場で発言する機会となった2024年5月22日に開催された保守系シンクタンクのイベントで、トランプ支持を表明した。
トランプは同年11月の投票で返り咲きを果たした後、自身の第2次政権におけるヘイリーの処遇に触れ「次期政権には招かない。過去には一緒に仕事をすることを非常に楽しんだし、我が国への奉仕に感謝している」と表明した。一方、ヘイリーは、トランプのゴルフ仲間であるウィトコフの仲介により政権入りを打診されたものの固辞したことを明らかにしている。

## 政策・主張
- ロシア・ウクライナ戦争については、大統領選挙の共和党候補者による討論会で、ウクライナ支援の重要性を説いた[31]。
- 2023年2月、ヘイリーは、強姦、母親の生命などを例外とする15週間の人工妊娠中絶禁止を定めるリンゼー・グラム上院議員の提案を支持し、この提案には「国民的コンセンサス」を得るチャンスがあると述べている[32][33][34]。また、自身は中絶反対としつつも、「連邦レベルで中絶を禁止する法案を可決することは事実上不可能であり、この問題で米国をこれ以上分断する必要はない」と主張する[31]。
- イスラエル・パレスチナ問題についてはイスラエル側の主張を全面的に擁護する立場を採る。ヘイリーは、ラファ侵攻への牽制としてイスラエルへの武器供与を一時的に停止したジョー・バイデン政権、ベンヤミン・ネタニヤフに対する逮捕状を請求した国際刑事裁判所、イスラエルをジェノサイド条約違反の疑いで追及する国際司法裁判所などを非難している。ガザ地区への攻撃が続く2024年5月には自らイスラエルに出向き、与党リクードの議員であるダニー・ダノン（英語版）と共にイスラエル軍の基地を視察した。この際、砲弾に「Finish Them! America ♡ Israel Always.」（奴らの息の根を止めろ！アメリカは常にイスラエルを愛している。）とサインを書き込んでいる[35][36]。

## ギャラリー

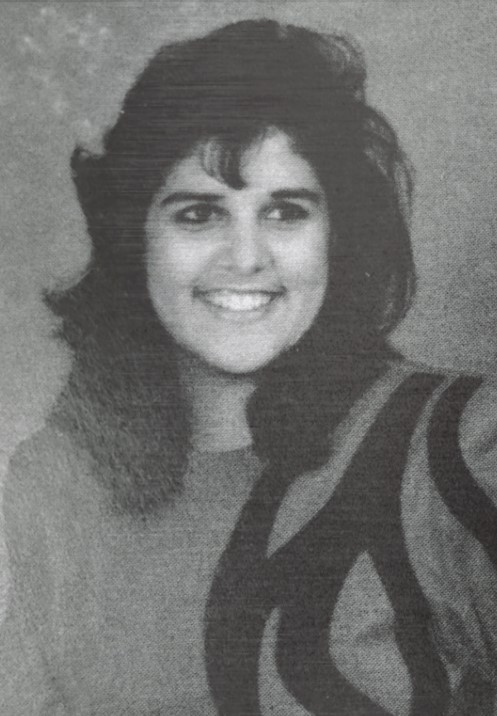
高校時代（1989年）
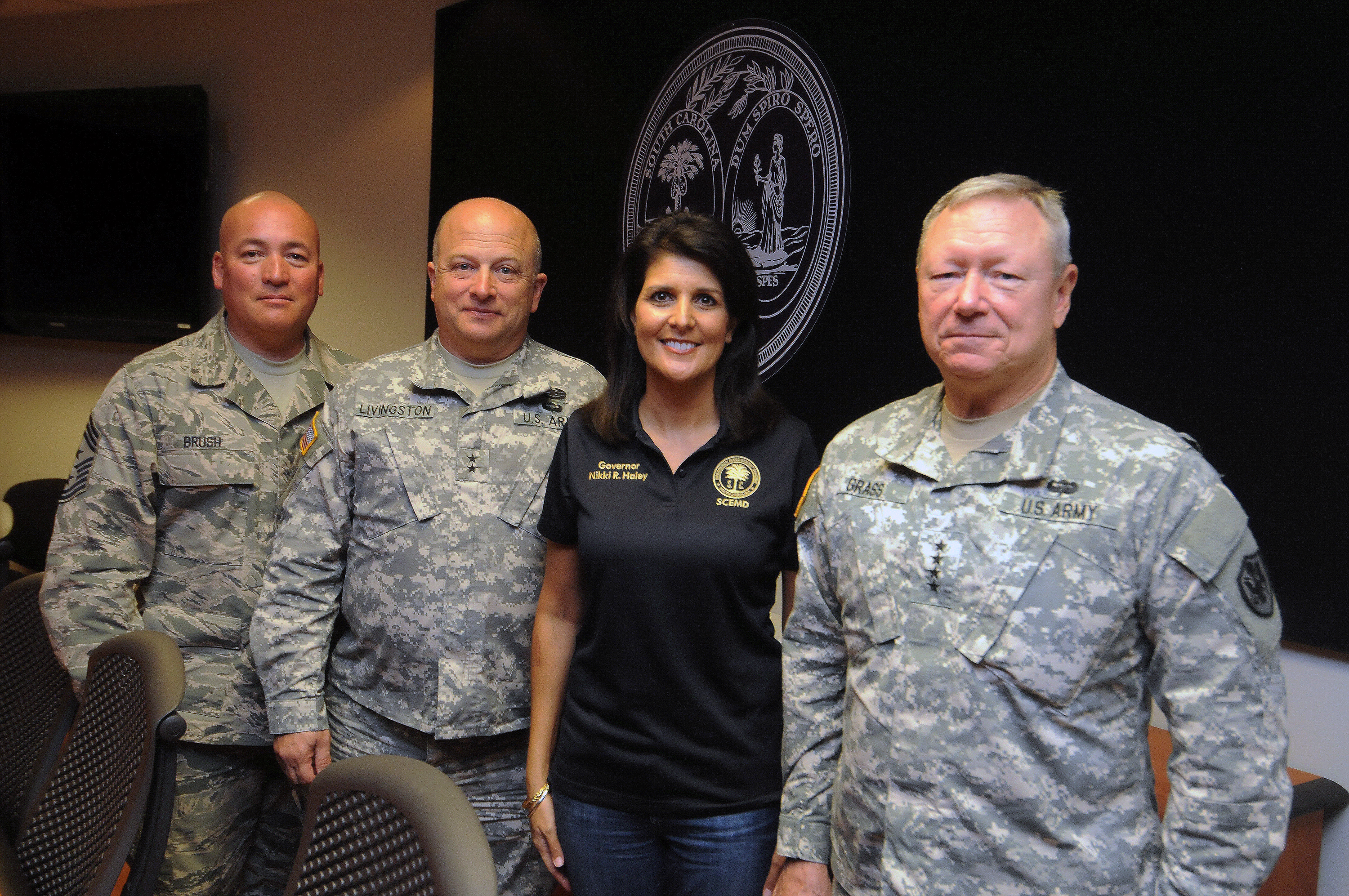
フランク・J・グラス州兵総局長らと（2015年10月14日）
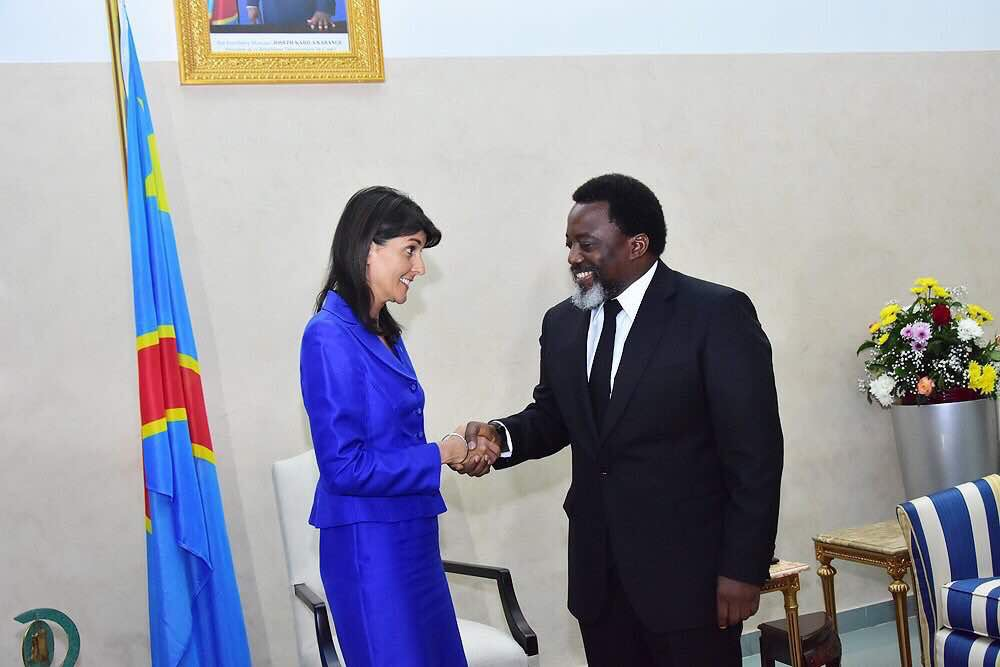
コンゴのジョゼフ・カビラ大統領と（2017年10月27日）
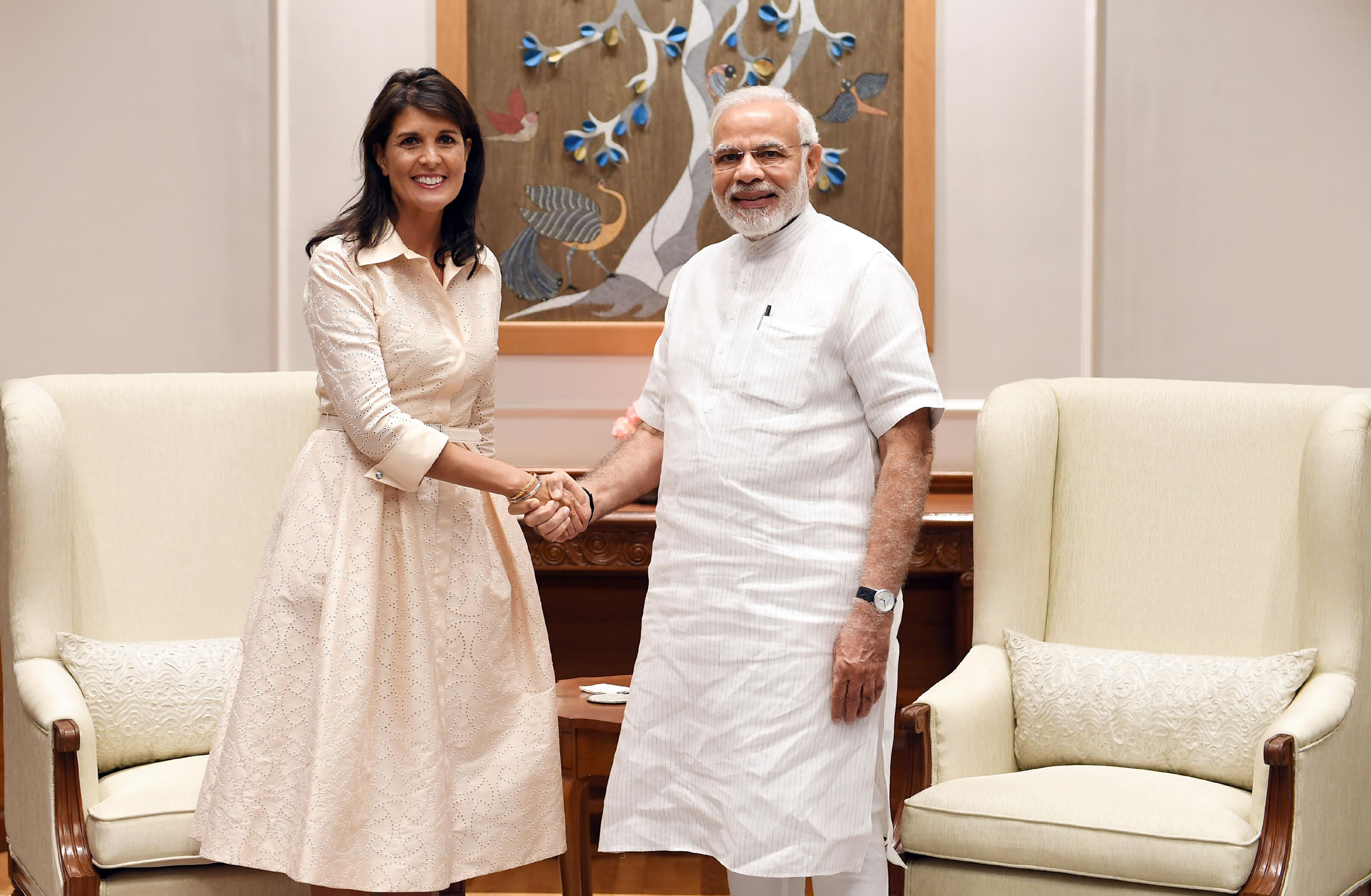
インドのナレンドラ・モディ首相と（2018年6月27日）
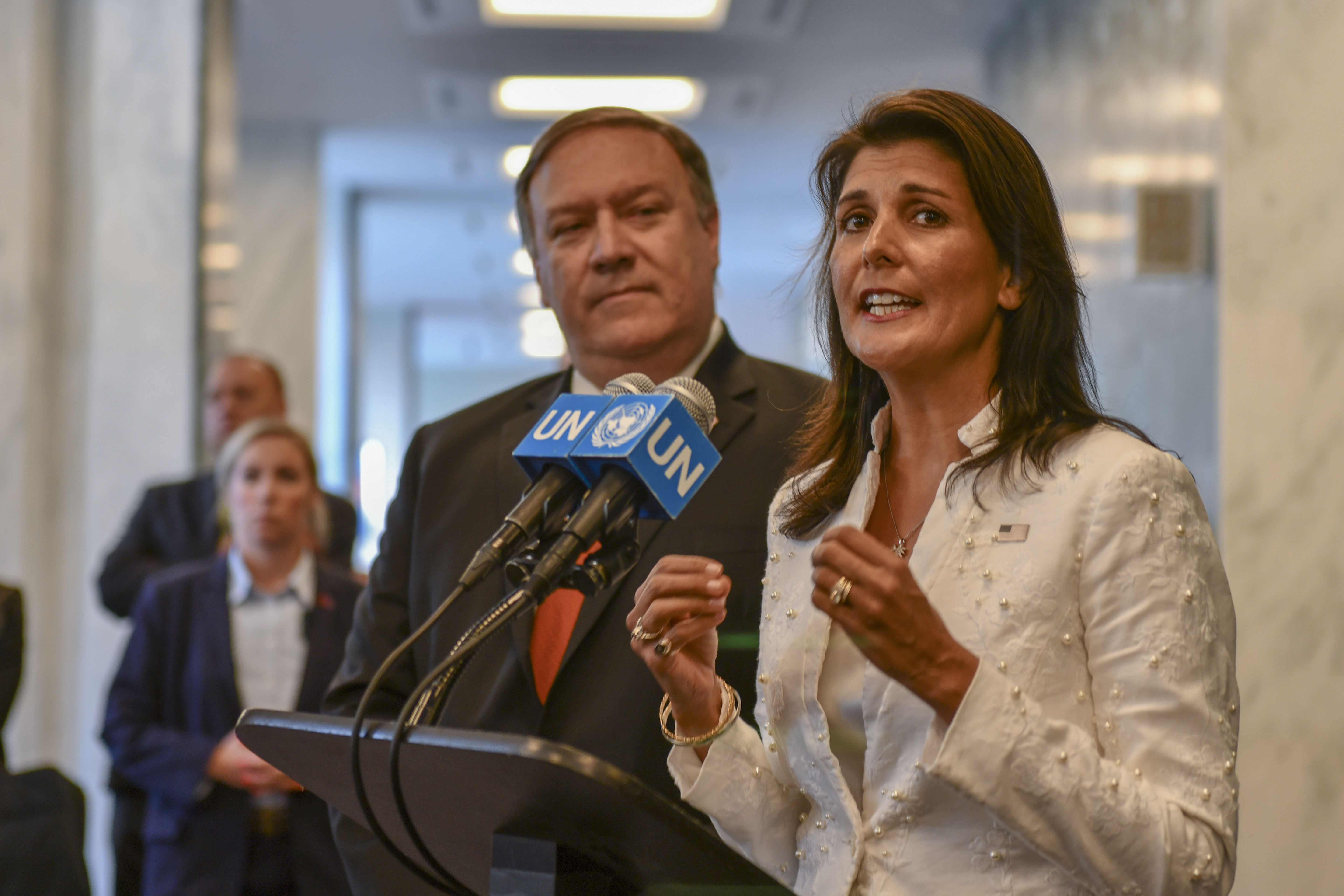
マイク・ポンペオ国務長官と（2018年7月20日）